# Overskæg
Et overskæg er en type skæg, som vokser på overlæben. Det kan være en del af et bl.a. fuldskæg eller Vane Dyke-skæg, eller være en selvstændig type skæg.
Overskæg findes i en lang række versioner og størrelser. En række berømte historiske personligheder har båret et overskæg i kortere eller længere tid, heriblandt Salvador Dalí, Josef Stalin, Adolf Hitler og den fiktive Hercule Poirot.

## Typer
- Moustache styles
- "Dalí" overskæg
- "Engelsk" overskæg
- "Fu Manchu"-overskæg
- "Cykelstyr"-overskæg
- "Hestesko"-overskæg
- "Imperialistisk"-overskæg
- "Mexikansk" overskæg
- "Naturligt" overskæg
- "Blyants"-overskæg
- "Tandbørste"-overskæg

| frisurer og hår | Spire Denne artikel om frisurer, hår og kropsudsmykning er en spire som bør udbygges. Du er velkommen til at hjælpe Wikipedia ved at udvide den. |